# Наводнения в Даугавпилсе
Наводнения в Даугавпилсе — подъём воды в реке Даугава (Западная Двина) в Даугавпилсе. Происходят преимущественно в марте—апреле, во время весенних паводков. Редко, но бывает подъем воды из-за дождей.

## История строительства дамб
Для защиты города от наводнений была построена дамба по проекту Мельникова П. П. в 1833 год—1841 годах. Дамба по направлению к городу должна была начинаться у 7-го бастиона и, обогнув форштадты, упиралась бы в возвышенность (где ныне Новое Строение); вторая часть шла по направлению к Погулянке, отходя от 1-го бастиона и простираясь вниз по течению реки до высот за лагерными полковыми бараками.
Для спуска дождевой и снеговой воды, которая могла накапливаться в замкнутом дамбой бассейне, предполагалось построить у устьев речки Шуницы и ручья за лагерными бараками два водоспуска (шлюза). Дамба имеет протяженность около 7 километров, высота насыпи составляет от 420 до 640 сантиметров. На её верхнем участке устроено шоссе, включенное в Петербургско-Ковенский тракт. Позднее на обочинах шоссе посадили деревья, а по обеим сторонам установили деревянные перила. Дамба стала достопримечательностью города. Вдоль неё начали строить дома — так образовалась Шоссейная улица (ныне 18 Новембра), ставшая парадным въездом в город. Долгое время дамба называлась Николаевской, так как была сооружена по указу Николая I.
В 1922 году после сильнейшего наводнения в истории Даугавпилса приступили в постройке дополнительной Гайковской дамбы, завершена в 1924 году. Первоначально её планировалось сделать шириной в 8 метров, однако из-за технических трудностей её пришлось сузить до 2—3 метров. Современная улица Бругю протянулась на 1385 метров по берегу Даугавы — от улицы 18 Новембра до предприятия «Даугавпилс уденс».
В 1930-х годах, после наводнения 1931 года, были построены небольшие дамбы вдоль речки Лауцеса, вдоль берега Двины чтобы предотвратить затопление Гривы. Позднее, в 1935 году, 2 берега соединил Мост Единства.

## История наводнений
Для Даугавпилса критическим уровнем воды в Даугаве является отметка в 9,4 м.
Самый суровый экзамен на прочность дамба выдержала 10 апреля 1922 года, во время крупнейшего наводнения в истории Даугавпилса, когда уровень воды поднялся на 10 метров 62 сантиметра. Из-за ледяного затора, образовавшегося возле Ликсны, вода в Даугаве начала быстро подниматься. В ночь с 7 на 8 апреля были затоплены Грива, Гаёк, Юдовка и другие районы. В начале прошлого века наблюдались необычайно ранние вскрытия Даугавы. В 1910 году ледоход начался 18 февраля, в 1912 году — 27 февраля, а в 1913 году — 3 марта.
Последнее наиболее крупное наводнение в Даугавпилсском районе было в 1995 году, когда уровень воды в Даугаве достиг отметки 7,58 м. Крупные наводнения наблюдаются в среднем раз в 5—6 лет. Последнее крупное наводнение было в 2004 году, когда вода поднялась до отметки 7,51 м. В 2009 году вода поднялась до отметки 510 см, что не представляет никакой угрозы для города и окрестностей.
Паводок 2010: по официальным данным гидрологических измерений, на 9.00
- 23 марта 2,31
- На 24 марта 2010 года уровень воды составляет 3,23 м выше нормы. За сутки вода поднялась на 89 см. По прогнозам уровень воды достигнет 700 см.
- На 25 марта 2010 года уровень воды составляет 3,75 м выше нормы.
- На 26 марта 2010 года уровень воды составляет 4,14 м выше нормы. Начался ледоход к вечеру 27 марта, уровень воды 4,64.
- 28 марта уровень воды достиг 4,88 м.
- 29 марта 2010 года уровень воды 5,83 м. В ближайшие дни начнётся очередной подъём воды, так как вверху по течению начал таять лёд.
- 30 марта 6,05 м.
- 31 марта 2010 года уровень воды достиг 6,36 м.
- На 1 апреля 2010 года уровень воды составляет 6,55 м.
- 2 апреля 2010 года уровень воды достиг отметки 6,82 м.
- 3 апреля 7,07 м.
- 4 апреля 2010 года уровень воды достиг отметки 7,26 метра. Затопило огороды вдоль улицы Нометню.
- 5 апреля-частично закрыта улица Нометню, её затопило в обед. Уровень воды 7,44 м.
- 6 апреля 2010 года уровень воды достиг отметки 7,57 метра. Закрыта улица Нометню, выставлен знак тупик, затоплены несколько прибрежных улиц, Гривское кладбище, некоторые участки дорог. Дачи в Ругелях и Малютках. К вечеру превышена отметка 7,60 м.
- 7 апреля 7,65.[1][2] Вода поднялась выше защитного рва в Гривской тюрьме. Затопило внутренний двор и хозпостройки. Тюрьма стала полуостровом.[3]
- 8 апреля 7,70 м.[4]
- 9 апреля 2010 года вода достигла отметки 7,72 м. Наивысший показатель последних 48 лет.[5]
- 10 апреля 2010 года уровень воды понизился на 3 см и составил 7,69 м. Пик паводка прошёл. Начал понижаться уровень воды.
- 11 апреля официальных данных нет[6]
- 12 апреля 7,56
- 13 апреля 7,45
- 14 апреля 7,29
- 15 апреля 7,09
- 16 апреля 6,85
- 19 апреля 5,91
- 20 апреля 5,59
- 21 апреля 5,28
- 22 апреля 4,99
- 23 апреля 4,70

## Максимальный уровень воды по годам (выше нормы)
| №  | Дата                | Уровень подъёма воды (м) |
| -- | ------------------- | ------------------------ |
| 1  | 10 апреля 1922 года | 10,62                    |
| 2  | 1937 год            | 9,49                     |
| 3  | 1951 год            | 9,46                     |
| 4  | 1956 год            | 9,30                     |
| 5  | 1962 год            | 8,04                     |
| 6  | 1995 год            | 7,58                     |
| 7  | 2004 год            | 7,62                     |
| 8  | 2009 год            | 5,10                     |
| 9  | 2010 год            | 7,72                     |
| 10 | 2011 год            | 6,80                     |
| 11 | 2013 год            | 7,92                     |

## Измерение уровня воды
Для измерения воды в черте города возле реки находятся несколько измерительных шкал:
- на водозаборной башне у ТЭЦ-1,начало ул.18 ноября
- на одной из опор железнодорожного моста
- на одной из опор объездного моста

кроме этого уровень воды замеряет гидрологическая служба.